# Phare d'Alfanzina
Le phare d'Alfanzina est un phare situé sur Ponta de Alfanzina dans la freguesia de Praia do Carvoeiro (pt) de la municipalité de Lagoa, dans le district de Faro (Région de l'Algarve au Portugal).
Il est géré par l'autorité maritime nationale du Portugal à Oeiras (Grand Lisbonne).

## Histoire
Les premières études pour l'installation de ce phare ont été réalisées en 1913. En 1915, le terrain a été acheté pour commencer la construction qui a duré jusqu'au 1er décembre 1920, date à laquelle le phare est entré en service. C'est une tour carrée, de 15 mètres de hauteur, en maçonnerie et attenante à une maison blanche de gardiens d'un étage couverte de tuiles rouges. Il a été équipé d'un dispositif optique à lentille de Fresnel de 3e ordre et de grandeur focale de 500 mm, monté sur un dispositif rotatif à mouvement d'horlogerie. À l'origine, le phare disposait d'une lampe à incandescence alimentée à la vapeur de pétrole, avec une portée nominale de 20 milles nautiques (environ 36 km).
Le phare a été électrifié en 1950 par des générateurs, avec un changement de lampe électrique à incandescence, augmentant sa puissance jusqu'à atteindre une distance de 42 milles nautiques (environ 75 km). En 1980, le phare a été connecté au réseau électrique et une lampe de 1000 watts a été installée réduisant sa portée à de 29 milles marins (environ 52 km). Il a été automatisé en 1981.
Identifiant : ARLHS : POR001 ; PT-478 - Amirauté : D2192 - NGA : 3684.
|                    |
| Ponta da Alfanzina |

|          |
| Le phare |

### Lien connexe
- Liste des phares du Portugal